# Toyota Tundra
La Toyota Tundra es una camioneta fabricada en Estados Unidos por el fabricante japonés Toyota desde mayo de 1999.Fue la segunda camioneta de tamaño completo construida por un fabricante japonés (la primera fue la Toyota T-100), y la primera camioneta de tamaño completo construida por un fabricante japonés en América del Norte. La Tundra fue nominada para el premio North American Truck of the Year y fue la Camioneta del año de la revista Motor Trend en 2000 y 2008. Inicialmente construida en una nueva planta de Toyota en Princeton, Indiana, la producción se consolidó en 2008 en la fábrica de Toyota de San Antonio, Texas, y es la única camioneta pickup de tamaño completo fabricada en dicho estado.